# Caryocolum petryi
Caryocolum petryi – gatunek motyla z rodziny skośnikowatych i podrodziny Gelechiinae. Zamieszkuje palearktyczną Eurazję od Pirenejów po Syberię i Mongolię.

## Taksonomia
Gatunek ten opisany został po raz pierwszy w 1899 roku przez Ottmara Hofmanna pod nazwą Lita petryi. Epitet gatunkowy nadano na cześć Augusta Arthura Petry’ego. Jako miejsce typowe ustalono wschodnie Niemcy. W 1907 roku Hans Rebel opisał Lita (Gelechia) rougemonti ze Szwajcarii. Opisu dokonano na podstawie okazów wyhodowanych przez Guillaume’a-Marie de Rougemonta z gąsienic zebranych przez Johanna Müllera-Rutza. Na cześć tego pierwszego nadano epitet gatunkowy. W 1908 roku z kolei Pierre Chrétien opisał Lita repentella na podstawie okazów z francuskich Alp i Pirenejów. Wszystkie trzy gatunki umieszczone zostały w 1926 roku przez Edwarda Meyricka w rodzaju Phthorimaea. W 1954 roku Josef Wilhelm Klimesch przeniósł je do rodzaju Gnorimoschema. W 1958 roku w obrębie tegoż rodzaju wyróżniony został przez Františka Gregora Jr i Dalibora Povolnego podrodzaj Gnorimoschema (Caryocolum), do którego trafiły. Do rangi rodzaju wyniósł ten podrodzaj w 1958 roku László Anthony Gozmány.
W 1988 roku Peter Huemer przy okazji rewizji rodzaju Caryocolum na podstawie morfologicznej analizy kladystycznej zaliczył C. petryi i C. repentella do grupy gatunków petryi wraz z C. afghanum, C. dilatatum, C. majus, C. splendens i C. spinosum. C. rougemonti zsynonimizował z C. petryi. W 1992 roku Huemer i Gérard Christian Luquet do synonimów C. petryi dołączyli również C. repentella.
Erich Martin Hering w 1933 roku opisał w obrębie tego gatunku podgatunek Lita petryi benanderi ze Szwecji. Opisu dokonał na podstawie okazów wyhodowanych przez Pera Benandera, którego upamiętnił w epitecie gatunkowym. Część autorów współczesnych uznaje ten podgatunek w kombinacji Caryocolum petryi benanderi, inni zaś listują go jako synonim, podgatunków nie wyróżniając.

## Morfologia
Samce osiągają od 4 do 7 mm, a samice od 4 do 6 mm długości przedniego skrzydła. Występuje duża zmienność geograficzna i osobnicza w ubarwieniu.
Głowa jest wypukła, błyszcząca, jasnobrązowa do niemal czarnej z białawoszarym czołem. Czułki są pozbawione grzebykowania. Głaszczki wargowe są odgięte, trójczłonowe, jasnobrązowe do czarnych z jaśniejszą powierzchnią wewnętrzną drugiego członu. Aparat gębowy ma ponadto dobrze wykształconą, prawie tak długą jak głaszczki wargowe ssawkę oraz czteroczłonowe głaszczki szczękowe.
Tułów wraz z tegulami ma barwę jasnobrązową do niemal czarnej, zgodną z barwą głowy. Przednie skrzydła miewają tło szare, ciemnobrązowe lub czarne, na krawędziach grzbietowych pomarańczowobrązowe. Jasne znaki bywają od silnie rozlanych po całkowicie zredukowane. Pomarańczowobrązowe plamki kostalna i tornalna mogą być odrębne, zlane w przepaskę lub zredukowane.
Genitalia samca mają zaopatrzoną w drobne kolce zawieszkę, długą, smukłą, równomiernie w odsiebnej części zwężoną walwę, nawet trzykrotnie od niej szerszy, kciukowaty z zaokrąglonym szczytem sakulus, długi i smukły sakus, parę drobnych, kikutowatych wyrostków na anellusie oraz smukły, długi, S-kształtnie wygięty edeagus z drobnymi cierniami na wierzchołku. Tylna krawędź winkulum ma głębokie wcięcie środkowe, parę szerokich i zaokrąglonych wyrostków środkowych po jego bokach oraz parę małych i krótkich wyrostków bocznych.
Odwłok samicy ma ósmy segment pozbawiony wyrostków, zaopatrzony w cztery podłużne fałdy brzusznoboczne. Gonapofizy przedniej pary są tak długie jak ów segment, natomiast pary tylnej czterokrotnie dłuższe. Przedsionek genitaliów jest bardzo szeroki, lejkowaty, sięgający do połowy długości gonapofiz przedniej pary lub ich wierzchołków. Przewód torebki kopulacyjnej ma w części tylnej parę długich sklerotyzacji bocznych i dwa drobne, również boczne skleryty przednie. Korpus torebki kopulacyjnej ma znamię w postaci smukłego lub przysadzistego haka.

## Ekologia i występowanie
Występowanie gatunku ma charakter lokalny. Gąsienice są monofagicznymi fitofagami, żerującymi na łyszczcach, w tym łyszczcu baldachogronowym, łyszczcu rozesłanym i łyszczcu wiechowatym. Żerują wśród liści oplecionych przędzą i tam też się przepoczwarczają. Okres aktywności gąsienic przypada zwykle na czerwiec, ale w wyższych partiach Alp na lipiec i sierpień. Postacie dorosłe w wysokich Alpach latają od drugiej połowy lipca do września, w pozostałej zaś części zasięgu od końca czerwca do początku sierpnia.
Owad palearktyczny, znany z Hiszpanii, Francji, Niemiec, Szwajcarii, Austrii, Włoch, Szwecji, Finlandii, Łotwy, Litwy, Polski, Węgier, Słowenii, Serbii, Czarnogóry, europejskiej i syberyjskiej części Rosji oraz Mongolii.